# بيوس الأول
بيوس الأول هو بابا الكنيسة الكاثوليكية العاشر، وقديس حسب المعتقدات المسيحية. استلم أسقفية روما من 142 أو 146 إلى 154 أو 155 أو 157 أو 161، إذ من غير المعروف على وجه الدقة تاريخ استلامه الحبرية أو تاريخ فروغه منها، ويشير عدد من الباحثين إلى كون بابويته على الأغلب بين 140 و154.

## حياته
ولد البابا في أكويليا التي تقع حاليًا في شمال إيطاليا وذلك أواخر القرن الأول، وكان والده يدعى روفينوس، التقويم السنوي لباباوات الكنيسة الكاثوليكية والصادر عن الفاتيكان يقول أن والدته كانت تدعى أكويليا، وذلك وفق تقاليد متأخرة تعود للقرن الخامس، كما تنصّ التقاليد نفسها - والتي لا يمكن التحقق من مدى صلتها الدقيقة بالواقع اليوم - أن له شقيق كان يدعى هرماس، مؤلف السفر المنحول المعروف باسم «سفر الراعي لهرماس»، والذي دار جدال خلال وضع قانون الكتاب المقدس حول إدخاله ضمن النصوص الموحى بها أو رفضه، وإن أدت النتيجة النهائية لعدم اعتباره ضمن النصوص الموحى بها، إلا أنه حظية بشعبية في روما. النصّ يذكر أن بيوس الأول وشقيقه كانوا عبيدًا جرى اعتاقهم في وقت لاحق.
حسب المصادر الرسميّة ممثلة بالتقويم السنوي للأحبار الصادر عن روما، فإن بيوس الأول ترأس أسقفية روما خلال منتصف القرن الثاني تحديدًا خلال عهود أنطونيوس بيوس وماركوس أوريليوس إمبراطورا روما، وكان بذلك خليفة القديس بطرس التاسعة، ومن أبرز مقررات حبريته، حصر الاحتفال بعيد الفصح يوم الأحد، كما ينسب إليه بناء واحدة من أقدم الكنائس في روما، والتي لا تزال فاعلة حتى اليوم.
تحمل البابا خلال فترة بابويته، الكثير من المشاق والاضطهادات، فمن ناحية ظهر مرقيون وفالنتيوس الذين رُميا بالهرطقة من وجهة نظر الكنيسة لاحقًا، كما أن الطائفة الغنوصية (والتي سترمى بالهرطقة بدورها) كانت ذات نشاط في روما خلال حبريته. كما أنه أغلب الظن أنه مات خلال الاضطهادات، رغم أن هذا التقليد دخل من الكتب الليتورجية في وقت لاحق، وقد ذكرت دراسة تنقيح التقاليد الليتورجية الكاثوليكية عام 1969 أنه لا يوجد سبب وجيه لاعتباره «شهيد الإيمان»، خصوصًا أن هذه الصفة لم تعط له في تقويم القديسين الشهداء الكاثوليكي الروماني.

## تذكاره
يعتبر البابا بيوس الأول قديسًا، وقد حدد يوم تذكاره في 11 يوليو من كل عام، غير أن صنف ضمن «القديسين الصغار» بدءًا من عام 1955 خلال حبرية بيوس الثاني عشر، وهو ما لحظه التقويم الروماني لتذكارات القديسين عام 1962، كما لم يتم ذكره بدءًا من ذلك، في الجدول الزمني العام لجميع قديسي الكنيسة الكاثوليكية، غير أنه يجوز وفق قواعد الطقوس الكاثوليكية الرومانية، الاحتفال بتذكاره الخاص، كما كان يجري سابقًا.